# Championnats d'Asie de judo 1981
Navigation
Édition précédente Édition suivante
Les championnats d'Asie de judo 1981, quatrième édition des championnats d'Asie de judo, ont eu lieu du 15 au 18 juillet 1981 à Jakarta, en Indonésie.